# Molinillo
Molinillo is een gemeente in de Spaanse provincie Salamanca in de regio Castilië en León met een oppervlakte van 6,79 km². Molinillo telt 52 inwoners (1 januari 2016).

## Demografische ontwikkeling
Bron: INE, 1857-2011: volkstellingen